# Hannelore Paflik-Huber
Hannelore Paflik-Huber (* 5. Juni 1954 in Ludwigshafen am Rhein) ist eine deutsche Kunstwissenschaftlerin und Kuratorin.

## Leben
Hannelore Paflik-Huber studierte Mathematik, Europäische Kunstgeschichte, Ostasiatische Kunstgeschichte und Ethnologie an den Universitäten Freiburg, Karlsruhe und Heidelberg. Die Promotion erfolgte mit dem Thema Modelle der Zeit. Künstlerische Positionen der Gegenwartskunst. Von 1984 bis 1986 war sie Assistentin beim Ausstellungsprojekt Zeit – Die Vierte Dimension in Brüssel, Genf, Mannheim, Wien, Lyon und London. In den 1990er Jahren war sie wissenschaftliche Mitarbeiterin in der Städtischen Kunsthalle Mannheim.
Im Jahr 1986 war Hannelore Paflik-Huber Mitbegründerin der Zeitschrift FrauenKunstWissenschaft, bei der sie bis 1994 Mitherausgeberin war. Sie hatte Dozenturen für zeitgenössische Kunst, Videokunst und Ästhetik u. a. an der HfG Karlsruhe, Universität Heidelberg, Jena, Weimar, FH Pforzheim und seit 2001 an der Staatlichen Akademie der Bildenden Künste Stuttgart.
Ihre Forschungsschwerpunkte sind Analysen zu Zeitaspekten in der Gegenwartskunst, Methoden der Interpretation von Videokunst, Gender Studies und aktuelle Fragestellungen zur Ästhetik. 
Von 2009 bis 2017 war sie Pressereferentin bei der Ursula Blickle Stiftung. Von 2004 bis 2021 war sie Erste Vorsitzende des Künstlerhauses Stuttgart.
2024 wurde ihr vom Ministerpräsidenten von Baden-Württemberg, Winfried Kretschmann, die Staufermedaille verliehen.
Paflik-Huber ist mit dem Kunstwissenschaftler Hans Dieter Huber verheiratet und hat mit ihm eine gemeinsame Tochter.

## Veröffentlichungen (Auswahl)
- Bill Viola – Stations. Cantz, Ostfildern-Ruit 1996, ISBN 978-3893223145.
- Kunst und Zeit. Zeitmodelle in der Gegenwartskunst. scaneg Verlag, München 1997, ISBN 978-3892352112.
- Martin Noël, Venedig. Übermalte Postkarten. [anlässlich der Ausstellung "Martin Noël: Venedig und mehr"], Weidle, Bonn 2000, ISBN 9783931135522.
- Bernd Zimmer und Hannelore Paflik-Huber: Maler; Ursprung, Farbe, Reise. Wienand, Köln 2002, ISBN 9783879097913.
- nur dieses jetzt ist / jetzt. Zeiterleben im Medium Zeichnung. In: Kunstforum International Band 196, 2009, S. 80ff.
- Hannelore Paflik-Huber, Künstlerhaus Stuttgart, 40 Jahre, 1978-2018, Stuttgart 2019, ISBN 978-3899862874[4]
- Hans Dieter Huber, Hannelore Paflik-Huber, Anja Richter, »Das Kreative geht dem Unbekannten kühn entgegen«:Willi Baumeister und sein Netzwerk, Dresden 2023, ISBN 978-3-95498-790-0